# Orasiopa egdun
Orasiopa egdun är en tvåvingeart som beskrevs av Tadeusz Zatwarnicki 2002. Orasiopa egdun ingår i släktet Orasiopa och familjen vattenflugor. Inga underarter finns listade i Catalogue of Life.